# عنق الرحم
عنق الرحم (الاسم العلمي: cervix uteri) هو الجزء السفلي من الرحم في الجهاز التناسلي الأنثوي البشري. عند النساء غير الحوامل يتراوح طول عنق الرحم ما بين 2 و 3 سم ويأخذ شكل أسطواني تقريبًا، لكن يتغير شكله خلال الحمل. تخترق عنق الرحم بمركزه قناة عنق الرحم الضيقة وتربط ما بين جوف الرحم ولمعة المهبل. تدعى فتحته باتجاه الرحم الفوهة الغائرة، وأما فتحته باتجاه المهبل فتدعى الفوهة الظاهرة. وهو عبارة عن تركيب نسيجي بشكل أسطواني يتألف من جزئين، الجزء المهبلي والجزء ما فوق المهبلي. وُصف عنق الرحم في التشريح منذ عهد أبقراط على الأقل، قبل أكثر من 2000 عام.
تشكل قناة عنق الرحم ممر تعبر خلاله الحيوانات المنوية لتخصيب البويضة بعد الجماع. تهدف العديد من طرق منع الحمل، بما فيها غطاء عنق الرحم والعازل الأنثوي، إلى منع عبور الحيوانات المنوية عبر هذا الممر. يُستخدم مخاط عنق الرحم في عدة طرق لمراقبة الإباضة، مثل نظام كريتيون وطريقة بيلينغس، إذ يتغير قوامه طوال فترة الدورة الشهرية. أثناء الولادة المهبلية، يطرأ على عنق الرحم أطوار من الاتساع والإمحاء للسماح للجنين بالتقدم على طول قناة الولادة. تستخدم القابلات والأطباء قيمة اتساع عنق الرحم للمساعدة في اتخاذ قرار التوليد.
يُبطن قناة عنق الرحم طبقة من الخلايا الظهارية عمودية الشكل، في حين يُغطى الجزء المهبلي من العنق بنسيج ظهاري حرشفي مطبق تعلوه خلايا مسطحة. يلتقي نوعا الظهارة عند الوصل الحرشفي العمودي. يمكن أن تسبب العدوى بفيروس الورم الحليمي البشري تبدلات في الظهارة، مما قد يتطور إلى الإصابة بسرطان عنق الرحم. يساعد إجراء لطاخة بابانيكولا لفحص البنية النسيجية لعنق الرحم في كثير من الأحيان في الكشف المبكر عن سرطان عنق الرحم أو الشذوذات الأولية التي تسبقه وبالتالي يتيح إمكانية العلاج المبكر الناجح. تشمل طرق الوقاية من الإصابة بفيروس الورم الحليمي البشري ممارسة الجنس الآمن وتلقي اللقاح ضد الفيروس. طُور اللقاح ضد فيروس الورم الحليمي البشري في أوائل القرن الحادي والعشرين وهو يقلل نسبة الإصابة بسرطان عنق الرحم من خلال منع العدوى بالسلالات المسرطنة من الفيروس.

## الوظيفة

### الخصوبة
قناة عنق الرحم هي عبارة عن ممر تعبر الحيوانات المنوية من خلاله إلى الرحم بعد تحريضها بواسطة هرمون الإستراديول بعد ممارسة الجماع، وبعض أشكال الإمناء الاصطناعي. تبقى بعض الحيوانات المنوية في أقبية عنق الرحم، وهي طيات في باطن عنق الرحم، والتي تعمل بمثابة خزان، وتطلق الحيوانات المنوية على مدار عدة ساعات معززةً بذلك فرص الإخصاب. تنص إحدى النظريات على أن انقباضات عنق الرحم والرحم أثناء هزة الجماع تسحب السائل المنوي إلى الرحم. على الرغم من أن نظرية الصعود كانت مقبولة بشكل عام لعدة سنوات، لكنها كانت محط جدل بسبب افتقارها إلى الأدلة وصغر حجم العينة ووجود الأخطاء المنهجية.
تتضمن بعض طرق الوعي بالخصوبة، مثل نظام كريتيون للإهتمام بالخصوبة وطريقة بيلينغس للتبويض تحديد فترات الخصوبة وعدم الخصوبة عند المرأة من خلال مراقبة التغيرات الفسيولوجية في جسدها. هناك العديد من هذه التغيرات التي تشتمل على نوعية مخاط عنق الرحم: الإحساس الذي يسببه حول الفرج، مرونته، شفافيته وإيجابية اختبار التسرخس.

### مخاط عنق الرحم
هناك عدة مئات من الغدد في باطن عنق الرحم مسؤولة عن إنتاج 20-60 مجم من مخاط عنق الرحم يوميًا، ويرتفع الإنتاج إلى 600 مجم تقريبًا في وقت الإباضة. إنه لزج لاحتوائه على جزيئات بروتينية كبيرة تعرف باسم موسين. تختلف اللزوجة ونسبة محتوى الماء على مدار الدورة الشهرية؛ يتكون المخاط من حوالي 93% ماء، وتصل النسبة إلى 98% في منتصف الدورة. تسمح هذه التغيرات للمخاط بالعمل إما كحاجز أو وسيلة لنقل الحيوانات المنوية. يحتوي المخاط على إلكتروليتات مثل الكالسيوم والصوديوم والبوتاسيوم، مكونات عضوية مثل الجلوكوز والأحماض الأمينية والبروتينات القابلة للانحلال، عناصر نزرة بما في ذلك الزنك والنحاس والحديد والمنغنيز والسيلينيوم، أحماض دهنية حرة وإنزيمات مثل الأميلاز والبروستاغلاندين. يتحكم هرموني الأستروجين والبروجسترون بقوام المخاط. إذ يصبح المخاط في منتصف الدورة أو حول وقت الإباضة مائع ومصلي، وهي فترة يكون فيها إفراز الأستروجين عاليًا، مما يسمح للحيوانات المنوية بالوصل إلى الرحم، ويصبح أيضًا أكثر قلوية وهذا أكثر ملائمةً للحيوانات المنوية من الوسط الحمضي. يصبح المخاط أيضًا عالي الإلكتروليتات، مما ينتج عنه تفاعل التسرخس الذي يمكن ملاحظته بعد تجفيف مخاط عنق الرحم وتحت التكبير المنخفض، إذ وعندما يجف المخاط تتبلور الأملاح وتأخذ شكلًا يشبه أوراق السرخس. يتمتع المخاط أيضًا حول وقت الإباضة بقوام مطاطي يسمح له بالتمدد.
في أوقات أخرى من الدورة، يكون المخاط أكثر لزوجة وذو تفاعل حامضي تحت تأثير البروجسترون. يعمل هذا المخاط غير المخصب بمثابة حاجز لمنع الحيوانات المنوية من العبور إلى الرحم. يكون مخاط عنق الرحم عند النساء اللواتي يتناولن حبوب منع الحمل سميك أيضًا تحت تأثير البروجسترون. يمنع المخاط السميك أيضًا العوامل الممرضة من الدخول إلى الرحم والتأثير على الحمل الناشئ.
يشكل مخاط عنق الرحم خلال الحمل سدادة مخاطية تسمى الوصاد تمنع دخول العوامل الممرضة أو تسرب سوائل الرحم. من المعروف أيضًا تمتع سدادة عنق الرحم المخاطية بخصائص مضادة للبكتيريا. تنسلخ هذه السدادة مع توسع عنق الرحم، إما أثناء المرحلة الأولى من الولادة أو قبلها بفترة وجيزة، وتظهر على شكل إفرازات مخاطية ملطخة بالدم.

### الولادة
يلعب عنق الرحم دورًا رئيسيًا في الولادة، إذ عندما ينزل الجنين ضمن الرحم استعدادًا للولادة، فإن الجزء الظاهر، وعادة ما يكون الرأس، يرتكز على عنق الرحم. مع تقدم المخاض، يصبح عنق الرحم أكثر ليونة وأقصر، ويبدأ في التمدد والإمحاء لمواجهة الجزء الأمامي من الجسم. يتراجع الدعم الذي يقدمه عنق الرحم للجنين المتقدم مع تطور الانقباضات الرحمية. أثناء الولادة، يجب أن يتسع عنق الرحم إلى قطر يزيد عن 10 سم (3.9 بوصة) لاستيعاب رأس الجنين أثناء نزوله من الرحم إلى المهبل. عندما يتسع عنق الرحم فإنه يتقاصر أيضًا، وهذه الظاهرة تسمى الإمحاء.
إلى جانب عوامل أخرى، تستخدم القابلات والأطباء قيمة اتساع عنق الرحم للمساعدة في اتخاذ القرار المتعلق بالولادة. بشكل عام، تبدأ المرحلة الأولى النشطة من المخاض عندما تصبح تقلصات الرحم قوية ومنتظمة، عندما يكون اتساع عنق الرحم أكثر من 3-5 سم (1.2-2 بوصة). تبدأ المرحلة الثانية من المخاض عندما يتسع عنق الرحم إلى 10 سم (4 بوصات)، وهو ما يُعتبر أقصى اتساع له، ويتحقق ذلك عندما تدفع الانقباضات والدفع النشط الذي يقوم به الجنين على طول قناة الولادة المؤدية إلى ولادة الطفل. يعد عدد الولادات المهبلية السابقة عاملًا قويًا في التأثير على مدى سرعة تمدد عنق الرحم خلال المخاض. يعتبر الوقت الذي يستغرقه عنق الرحم للاتساع والإمحاء أحد العوامل المستخدمة في أنظمة إعداد التقارير مثل حرز بيشوب، وهو يستخدم في تقدير فيما إذا كان يوصى باللجوء إلى تداخلات مثل ملقط الولادة، تحريض المخاض أو الولادة القيصرية.
ضعف عنق الرحم هو حالة يحدث فيها تقاصر عنق الرحم نتيجة الاتساع والامحاء وذلك قبل أن يحين موعد الولادة. تقاصر عنق الرحم هو أقوى المؤشرات على بدء الولادة المبكرة.